# Paranoia Agent
Paranoia Agent (яп. 妄想代理人, Mōsō Dairinin) — японський телевізійний аніме-серіал 2004 року режисера Сатоші Кона та студії Madhouse. Серіал транслювався у телевізійній мережі WOWOW з 2 лютого до 17 травня 2004 року. Музичний супровід виконаний Хірасавою Сусуму, який до цього співпрацював з Коном у створенні «Актриса тисячоліття», попередньої роботи режисера.
Дана робота торкається тем параноїдальної ілюзії та сумнівної реальності. Для Сатоші Кона, який до цього працював над такими анімаційними фільмами, як «Perfect Blue», «Токійські хресні» та «Актриса тисячоліття», «Paranoia Agent» став його першим телевізійним аніме-серіалом.

## Сюжет
У Токіо відбувається серія загадкових нападів хлопця з битою та на роликових ковзанах, якого охрестили прізвиськом шьонен батто (яп. 少年バット, shōnen batto, 少年 — «хлопчик», バット — «бита»). Першою жертвою нападів стає Цукіко Сакі, дизайнерка популярного маскота Маромі. За розслідування справи беруться детективи Кейічі Ікарі та Міцухіро Маніва. Але не лише вони зацікавлені Цукіко — журналіст таблоїда Акіо також намагається дізнатися правду про цей випадок, проте невдовзі він сам стає жертвою того ж нападника. Залишається загадкою, ким насправді є цей невідомий злочинець — справжнім хлопчиком, вигадкою для приховання людських злочинів, чи злим привидом.

## Персонажі

### Головні герої
Ікарі Кеіічі (яп. 猪狩慶一, Ikari Keiichi)
Сейю: Іідзука Шьодзо
Старший детектив, який працює у парі з Манівою Міцухіро над справою про шьонена батто. Намагається знайти зв'язок між жертвами нападів. Ікарі старий та досить похмурий.
Маніва Міцухіро (яп. 馬庭光弘, Maniwa Mitsuhiro)
Сейю: Секі Тосіхіко
Напарник Ікарі Кеіічі. Маніва молодший за Ікарі, є досить соціальною особистістю і дивиться по-філософськи на справи. Йому вдається діставати інформацію набагато легше від таких відчужених свідків, як Цукіко.
Саґі Цукіко (яп. 鷺月子, Sagi Tsukiko)
Сейю: Ното Маміко
Дизайнер маскотів. Працює у компанії M&F Inc. Створила надзвичайно популярного персонажа Маромі. Саґі інтроверт та схильна до депресії. Їй важко спілкувалися з колегами по роботі через заздрість останніх до успіху Цукіко. Вона постійно носить із собою м'яку іграшку Маромі. Перша жертва нападів.
Маромі (яп. マロミ, Maromi)
Сейю: Момой Харуко
Популярний маскот, який створила Цукіко, а також її м'яка іграшка, яку Саґі постійно із собою носить і яка є для неї джерелом підтримки та заспокоєння.
Шьонен батто (яп. 少年バット, shōnen batto)
Сейю: Сакаґучі Дайсуке
Загадкова особа, яка, як вважається, відповідальна за напади. Про нього відомо небагато — лише те, що він є учнем початкової школи, взутий у золоті роликові ковзани, одягнений у бейсболку та носить із собою зігнуту бейсбольну биту. Крім того, залишається загадкою його зв'язок з жертвами нападів.

### Другорядні персонажі
Кавадзу Акіо (яп. 川津明雄, Kawazu Akio)
Сейю: Уцумі Кенджі
Слизький журналіст таблоїда «Weekly RUMOR Magazine». Останнім часом Кавадзу не щастить, особливо після того, як він програв судову справу, за результатом якої став змушений виплатити певні кошти старцю в лікарні. Вважає, що справа нападу на Саґі Цукіко може принести йому швидкі гроші.
Тайра Юічі «Ічі» (яп. 鯛良優一, Taira Yūichi)
Сейю: Ямаґучі Маюмі
Досить егоїстичний хлопець, який до початку виникнення чуток про те, що він є шьоненон батто, був популярним у школі. Після того, як ці чутки з'явилися і його популярність зникла, Юічі, який вважав себе першим у всьому, охопила параноя.
Ушіяма Шьоґо «Ушші» (яп. 牛山尚吾, Ushiyama Shōgo)
Сейю: Цумура Макото
Учень школи.
Чьоно Харумі (яп. 蝶野晴美, Chōno Harumi)
Сейю: Міцуїсі Котоно
Вчителька, яка має другу особистість — Марію.
Хірукава Масамі (яп. 蛭川雅美, Hirukawa Masami)
Сейю: Накаджіма Тошіхіко
Поліцейський, який працює на якудзу.

## Список серій
Список серій аніме відповідно до даних із сайтів Anime News Network та cal.syoboi.jp:
| № | Назва серії                                                                            | Дата виходу     |
| --- | -------------------------------------------------------------------------------------- | --------------- |
| 1 | Enter Lil' Slugger / Shounen Bat Has Arrived!! «shounen batto sanjou» (少年バット参上) | 2 лютого 2004   |
| Невпевнена у собі Саґі Цукіко, яка є авторкою популярного маскоту Маромі, є жертвою власного успіху — їй заздрять колеги по роботі, а керівництво тисне на неї, вимагаючи від неї створення нового популярного персонажа. Усе це заганяє Цукіко у депресію. Вона бажає дива, яке б змінило її життя. І раптом це «диво» відбувається — вона стає жертвою нападу загадкового підлітка з битою. ЗМІ відразу звертають на цю подію чималу увагу. Серед них — слизький журналіст таблоїда Кавадзу Акіо, який починає слідкувати за Саґі. |                                                                                        |                 |
| 2 | The Golden Shoes «kin no kutsu» (金の靴)                                               | 9 лютого 2004   |
| Наступні події розгортаються довкола Юічі «Ічі» Тайри — школяра, який дуже популярний серед однолітків та має гарні досягнення як у навчанні, так і в спорті. «Ічі» навіть вважає себе героєм школи. Втім, становище сильно змінилося, коли за декілька днів до початку виборів на посаду президента учнівської ради школою розносяться чутки про те, що Юічі є шьоненом батто. Від цього у Тайри з'явилися параноїдальні думки про те, що чутки поширює його головний супротивник на виборах, доброзичливий переведений учень Шьоґо «Ушші» Ушіяма. Намагаючись, як вірить «Ічі», вивести Шьоґо на чисту воду, Юічі тільки погіршує своє становище — навіть поліція починає вважати його підозрюваним. |                                                                                        |                 |
| 3 | Double Lips / Double Lip «dabururippu» (ダブルリップ)                                  | 16 лютого 2004  |
| У 3-й серії розповідається про Харумі Чьоно, вчительку Юічі, яка має другу особистість — гедоністку Марію. |                                                                                        |                 |
| 4 | A Man's Path / A Manly Way of Life «otokomichi» (男道)                                 | 23 лютого 2004  |
| Події 4-ї серії розгортаються довкола Хірукаву Масамі, корупційного поліцейського та одного з клієнтів Марії. |                                                                                        |                 |
| 5 | The Holy Warrior / Holy Warrior «seisen samurai» (聖戦士)                              | 8 березня 2004  |
| У 5-й серії розповідається про Кодзуку Макото, повністю відірваного від реальності хлопця, який вірить у те, що він є священним воїном з відеоігор. Його затримує поліція за підозрою у тому, що він є шьоненом батто. |                                                                                        |                 |
| 6 | Fear of a Direct Hit / Hesitation Over the Attack «chokugeki no fuan» (直撃の不安)     | 15 березня 2004 |
| Серія розповідає про Таеко, дівчинку, яка тікає з дому. |                                                                                        |                 |
| 7 | MHz «MHz» (MHz)                                                                        | 22 березня 2004 |
| Серія розповідає про спроби детектива Міцухіро та його керівника розкрити справу. Під час своїх пошуків їм вдається затримати хлопця на ім'я Макото, який видає себе за шьонена батто. |                                                                                        |                 |
| 8 | Happy Family Planning / A Bright Family Plan «akaru i kazokukeikaku» (明るい家族計画)  | 5 квітня 2004   |
| Троє Інтернет-знайомих зустрічаються, щоб разом покінчити життя самогубством, проте під час своїх спроб звести кінці з життям потрапляють у несподівані ситуації, що щоразу руйнують плани трійці. |                                                                                        |                 |
| 9 | Etc / ETC «ETC» (ETC)                                                                  | 12 квітня 2004  |
| Чотири знайомі жінки, зібравшись разом, діляться одна з одною дивовижними чутками про шьонена батто. |                                                                                        |                 |
| 10 | Mellow Maromi / Drowsing Maromi «maromi madoromi» (マロミまどろみ)                     | 19 квітня 2004  |
| Події серії обертаються довкола Сарути, працівника анімаційної студії, яка створює аніме з маскотом Маромі. |                                                                                        |                 |
| 11 | No Entry / Entry Forbidden «shinnyuukinshi» (進入禁止)                                 | 26 квітня 2004  |
| Серія розповідає про дружину колишнього шефа поліції Кейчі Ікарі. |                                                                                        |                 |
| 12 | Radar Man «reudaaman» (レーダーマン)                                                   | 10 травня 2004  |
| Колишній детектив Міцухіро, поставши в новому образі «Людини-радара», не покладаючи рук продовжує спроби впіймати шьонена батто. |                                                                                        |                 |
| 13 | The Final Episode / Final Episode «saishuukai» (最終回。)                              | 17 травня 2004  |
| Остання серія розповідає справжню історію Маромі, Саґі визнає свою вину, а шьонен батто зникає. |                                                                                        |                 |

## Історія створення
Аніме-серіал створений режисером Сатоші Коном та студією Madhouse. Автор оригінальної історії — Кон Сатоші, сценарист — Мінакамі Сейші, дизайн персонажів — Андо Масаші, музикальний супровід — Хірасава Сусуму. Загалом містить 13 серій, кожна тривалістю 25 хвилин. «Paranoia Agent» став першим аніме-серіалом Кона.
Відкривальна композиція — «Yume no Shima Shinen Kouen» (夢の島思念公園), закривальна композиція — «Shiroi Oka — Maromi no Theme», автор обох композицій — Хірасава Сусуму.

### Саундтрек
Саундтрек аніме-серіалу виданий в Японії на CD-дисках 12 травня 2004 року під назвою «Paranoia Agent Original Soundtrack». У США виданий на CD-дисках компанією Geneon Entertainment 5 квітня 2005 року.
Автор музики і слів Хірасава Сусуму. 
| #   | Назва                                                                               | Тривалість |
| --- | ----------------------------------------------------------------------------------- | ---------- |
| 1.  | «Dream Island Obsessional Park» (夢の島思念公園 Yume no Shima Shinen Kōen)          | 3:43       |
| 2.  | «Sub-usual» (準日常 Jun Nichijō)                                                    | 2:45       |
| 3.  | «Focus»                                                                             | 1:34       |
| 4.  | «Happiness» (幸福 Kōfuku)                                                           | 2:38       |
| 5.  | «Object Definition» (対象定義 Taishō Teigi)                                         | 1:43       |
| 6.  | «Confrontational Paranoia» (対峙妄想 Taiji Mōsō)                                    | 3:04       |
| 7.  | «Tension» (緊張 Kinchō)                                                             | 1:10       |
| 8.  | «Hero» (勇者 Yūsha)                                                                 | 1:37       |
| 9.  | «Condition Boy» (条件童子 Jōken Dōji)                                               | 3:07       |
| 10. | «Black Beach» (黒ヶ浜 Kurogahama)                                                   | 2:05       |
| 11. | «Cultivation» (培養 Baiyō)                                                          | 2:49       |
| 12. | «Shadow» (影 Kage)                                                                  | 2:33       |
| 13. | «Reverie Hill» (夢想ヶ谷 Musōgatani)                                                | 4:23       |
| 14. | «Escape» (逃亡 Tōbō)                                                                | 2:55       |
| 15. | «Obsession Layer» (思念層 Shinensō)                                                 | 3:26       |
| 16. | «Tenacity» (執着 Shūchaku)                                                          | 1:53       |
| 17. | «Dream Island — Expectation» (夢の島 - 期待 Yume no Shima — Kitai)                  | 1:36       |
| 18. | «Core»                                                                              | 3:03       |
| 19. | «White Hill — Maromi's Theme» (白ヶ丘 - マロミのテーマ Shirogaoka — Maromi no Tēma) | 1:32       |

## Показ та продажі
Серіал транслювався з 2 лютого до 17 травня 2004 року у телевізійній мережі WOWOW. Повторно в Японії транслювався у мережах: AT-X (з 4 липня до 26 вересня 2005), Family Gekijo (10-17 вересня 2010) та WOWOW Prime (11-12 серпня 2013). Також продавався на DVD-дисках.
Ліцензований компанією Geneon Entertainment. Має офіційний переклад англійською, французькою, іспанською, італійською та німецькою мовами. Транслювався у мережах: AdultSwim (з 29 травня до 21 серпня 2005, США), Cuatroº (2006, Іспанія), Animax (з 5 червня до 2 вересня 2007, Німеччина), G4TechTV Canada (з 27 липня до 19 жовтня 2007, Канада).

## Критика
Серіал отримав високі оцінки та схвальні відгуки від критиків. Станом грудень 2018 року має рейтинг 8,1 з 10 на вебсайті про кінематограф IMDb. В енциклопедії «The Anime Encyclopedia» аніме назване «шедевром про міську легенду», який поєднує психологічні елементи попередньої роботи Кона, «Perfect Blue», та майстерність фільму «Сім» Девіда Фінчера. Автори енциклопедії відзначили здатність Кона вдало використовувати більшу тривалість телевізійних трансляцій, що дозволило створювати дуже напружений ефект за допомогою, на перший погляд, непов'язаних між собою подій. Оглядач сайту «THEM Anime Reviews» Домінік Лаено (англ. Dominic Laeno) високо оцінив зображення технологій та ЗМІ в аніме, персонажів, режисуру Кона та якість анімації серіалу.

#### Книги
- Clements, J.; McCarthy, H. (2015). The Anime Encyclopedia: A Century of Japanese Animation. № 3rd Revised Edition. Berkeley, CA: Stone Bridge Press. ISBN 978-1611720181. (англ.)

#### Інтернет-ресурси
- Susumu Hirasawa – Satoshi Kon's Paranoia Agent (Original Soundtrack). www.discogs.com. Discogs. Архів оригіналу за 2 липня 2019. Процитовано 15 грудня 2018. (англ.)
- Paranoia Agent (Mousou Dairinin) - Original Soundtrack. www.cdjapan.co.jp. CDJapan. Архів оригіналу за 20 грудня 2018. Процитовано 19 грудня 2018. (яп.)